# لويس غورديلو
لويس غورديلو (بالإسبانية: Luis Gordillo)‏ هو محامي ورسام إسباني، ولد في أغسطس 1934 في إشبيلية في إسبانيا.